# Национальный совет по разведке (США)
Национальный совет по разведке (англ. National Intelligence Council), (сокращённо англ. NIC) — центр среднесрочного и долгосрочного стратегического планирования в разведывательном сообществе США (РС). Был образован в 1979 году.

## Функции
Согласно официальному сайту:
- Координирует усилия РС по подготовке оценок национальной разведки и других документов;
- Оказывает содействие (и подотчётен) Директору Национальной разведки ;
- Служит координационным центром для политиков ;
- Участвует в распределении ресурсов РС в ответ на изменения текущей политики;
- Служит связным звеном общается с экспертами в научных кругах и частном секторе, в интересах РС;

## Задачи
Цель НСР — предоставить политикам наилучшую информацию: без прикрас, непредвзятых и без учёта того, соответствуют ли аналитические суждения текущей политике США.
Одним из наиболее важных аналитических проектов НСР является отчёт Global Trends, подготовляемый для избранного президента США. Отчёт доставляется новому президенту между Днём выборов и Днём инаугурации; в нём оцениваются важнейшие факторы и сценарии глобальных тенденций с приблизительным временным горизонтом в пятнадцать лет. Анализ Global Trends обеспечивает основу для долгосрочной стратегической политики Белого дома и разведывательного сообщества. Последний доклад НСР «Глобальные тренды: парадокс прогресса» был опубликован в январе 2017 года.

## Организация
В НСР есть председатель и заместитель председателя, а также заместитель председателя по оценке, директор по стратегическим планам и связям с общественностью, директор по анализу и производству, специальный советник и сотрудники национальной разведки (NIO), а также заместители по каждой из следующих областей и тем:
- Африка
- Восточная Азия
- Европа
- Латинская Америка
- Ближний Восток
- Южная Азия
- Россия и Евразия
- Экономика и глобальные проблемы
- Наука и технология
- Надёжность разведданных (Intelligence Assurance)
- Военные вопросы
- Транснациональные угрозы
- Предупреждение (о возможных угрозах)
- Оружие массового уничтожения
- Кибер-угрозы

## Руководители
| Имя                | Срок начала      | Срок окончания   | Президент          |
| ------------------ | ---------------- | ---------------- | ------------------ |
| Ричард Леман       | 1979             | 1981             | Джимми Картер      |
| Генри Роуэн        | 8 июля 1981      | Сентябрь 1983    | Рональд Рейган     |
| Роберт Гейтс       | Сентябрь 1983    | 18 апреля 1986   | Рональд Рейган     |
| Фрэнк Хортон III   | Сентябрь 1986    | Сентябрь 1987    | Рональд Рейган     |
| Фриц Эрмарт        | 1988             | 20 января 1993   | Рональд Рейган     |
| Фриц Эрмарт        | 1988             | 20 января 1993   | Джордж Буш-старший |
| Джозеф Най         | 20 февраля 1993  | 15 сентября 1994 | Билл Клинтон       |
| Кристин Уильямс    | 15 сентября 1994 | 1 июня 1995      | Билл Клинтон       |
| Ричард Н. Купер    | 1 июня 1995      | Январь 1997      | Билл Клинтон       |
| Джон К. Гэннон     | 22 июля 1997     | Июнь 2001        | Билл Клинтон       |
| Джон К. Гэннон     | 22 июля 1997     | Июнь 2001        | Джордж Буш         |
| Джон Л. Хельгерсон | 3 августа 2001   | 26 апреля 2002   |                    |
| Роберт Хатчингс    | Февраль 2003     | Январь 2005      |                    |
| Томас Фингар       | 13 июня 2005     | 1 декабря 2008   |                    |
| Питер Лавой        | 1 декабря 2008   | 6 июля 2009      |                    |
| Питер Лавой        | 1 декабря 2008   | 6 июля 2009      | Барак Обама        |
| Крис Койм          | 6 июля 2009      | Июль 2014        |                    |
| Грег Тревертон     | 8 сентября 2014  | 28 октября 2016  |                    |
| Эми Маколифф       | 28 октября 2016  | 27 октября 2016  |                    |
| Эми Маколифф       | 28 октября 2016  | 27 октября 2016  | Дональд Трамп      |
| Neil Wiley         | 28 октября, 2019 | 21 января, 2021  |                    |
| Эврил Хэйнс        | 21 января, 2021  | настоящее время  | Джо Байден         |